# Tweekleurige uil
De tweekleurige uil (Hecatera bicolorata) is een nachtvlinder uit de familie van de Noctuidae, de uilen. De vlinder heeft een voorvleugellengte van 13 tot 15 millimeter. De soort komt verspreid over Europa voor. De soort overwintert in de bodem als pop.

## Waardplanten
De tweekleurige uil heeft onder andere havikskruid, streepzaad en melkdistel als waardplanten.

## Voorkomen in Nederland en België
De tweekleurige uil is in Nederland en België een niet zo gewone soort. De vlinder kan verspreid over het hele gebied worden gezien. De vliegtijd is van eind mei tot halverwege september in één of twee generaties.